# Otto Toeplitz

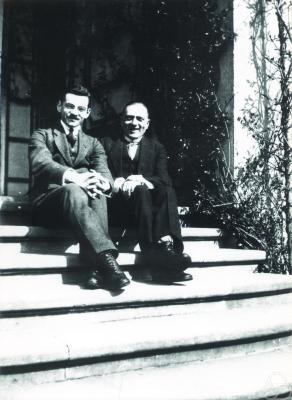
Otto Toeplitz (po prawej) i Alexander Ostrowski

Otto Toeplitz (ur. 1 sierpnia 1881 we Wrocławiu, zm. 15 lutego 1940 w Jerozolimie) – niemiecki matematyk pochodzenia żydowskiego, który zajmował się głównie nieskończonymi formami liniowymi i kwadratowymi. 

## Życiorys naukowy
Pochodził z rodziny matematyków – zarówno jego dziadek, jak i ojciec byli nauczycielami gimnazjalnymi tego przedmiotu. Ukończył szkołę średnią we Wrocławiu i podjął studia matematyczne na Königliche Universität zu Breslau, a następnie rozpoczął pracę naukową na tej uczelni, zajmując się geometrią algebraiczną, uzyskując w 1905 r. doktorat. W następnym roku przeniósł się do Getyngi, a w 1913 r. na Uniwersytet Chrystiana Albrechta w Kilonii – początkowo jako profesor nadzwyczajny, a od 1920 r. profesor zwyczajny. W 1928 r. objął katedrę na Uniwersytecie w Bonn, lecz w 1935 r. został usunięty ze stanowiska przez nazistów z powodu swojego pochodzenia. W 1939 r. wyemigrował do Palestyny.
W latach trzydziestych XX wieku opracował teorię przestrzeni nieskończenie wymiarowych i skrytykował pracę Stefana Banacha za to, że w jego mniemaniu, była zbyt abstrakcyjna. Napisał także kontrowersyjną książkę dotyczącą rachunku różniczkowego i całkowego niem. Die Entwicklung der Infinitesimalrechnung – eine Einleitung in die Infinitesimalrechnung nach der genetischen Methode („Rozwój rachunku nieskończenie małych – wprowadzenie do rachunku nieskończenie małych według metody genetycznej”), która przedstawia przedmiot „metodą genetyczną”, mianowicie podając wyidealizowaną narrację historyczną, aby umotywować powstawanie pojęć. Zamiast opisywać rezultaty i odpowiedzi na pytania, zajmuje się pytaniami i problemami, które leżały u podstaw rozwoju teorii rachunku różniczkowego i całkowego, pokazując w jaki sposób powstawały z klasycznych problemów matematyki starożytnej Grecji.
W Polsce wydano przekład jego książki popularnonaukowej napisanej wspólnie z Hansem Rademacherem O liczbach i figurach (tytuł oryg. Von Zahlen und Figuren, przeł. Abraham Goetz, wyd. Państwowe Wydawnictwo Naukowe, Warszawa 1956).